# (Shake, Shake, Shake) Shake Your Booty
(Shake, Shake, Shake) Shake Your Booty ist ein Lied von KC and the Sunshine Band aus dem Jahr 1976, das von Harry Wayne Casey und Richard Finch geschrieben wurde. Es erschien auf dem Album Part 3.

## Geschichte
Das Lied erhielt ein Ausmaß an Kontroversen, da der Text sexuell anzüglich war. Zudem hielt es auch den Rekord, der einzige Nummer-eins-Hit zu sein, in dem ein Wort mehr als dreimal wiederholt wurde. Im Refrain hört man das Wort Shake (deutsch: schütteln) acht Mal, dabei kommt im gesamten Text das Wort Shake sechsundachtzig Mal vor. Als B-Seite verwendete man das später als Single veröffentlichte Lied Boogie Shoes.
Die Veröffentlichung war am 27. Mai 1976, in den Vereinigten Staaten und Kanada war der Disco-Song ein Nummer-eins-Hit. In der Episode Die 138. Episode, eine Sondervorstellung der Simpsons konnte man den Song hören.

## Chartplatzierungen
| ChartsChartplatzierungen       | Höchstplatzierung | Wochen |
| ------------------------------ | ----------------- | ------ |
| Deutschland (GfK)              | 23 (12 Wo.)       | 12     |
| Vereinigte Staaten (Billboard) | 1 (21 Wo.)        | 21     |
| Vereinigtes Königreich (OCC)   | 22 (8 Wo.)        | 8      |

| ChartsJahrescharts (1976)      | Platzierung |
| ------------------------------ | ----------- |
| Vereinigte Staaten (Billboard) | 26          |

## Auszeichnungen für Musikverkäufe
| Land/Region               | Auszeichnungen für Musikverkäufe (Land/Region, Auszeichnung, Verkäufe) | Verkäufe |
| ------------------------- | ---------------------------------------------------------------------- | -------- |
| Vereinigte Staaten (RIAA) | Gold                                                                   | 500.000  |
| Insgesamt                 | 1× Gold ·                                                              | 500.000  |

## Coverversionen
- 1994: George McCrae
- 2002: Beyoncé Knowles (Interpolation bei Hey Goldmember, Titeltrack zum Film Austin Powers in Goldständer)
- 2004: Scooter (Shake That!)